# Halobaena caerulea
Halobaena caerulea е вид птица от семейство Procellariidae, единствен представител на род Halobaena.

## Разпространение
Видът е разпространен в Антарктида, Аржентина, Австралия, Бразилия, Нова Зеландия, Уругвай, Фолкландски острови, Френски южни и антарктически територии, Чили, Южна Африка и Южна Джорджия и Южни Сандвичеви острови.